# Памятник Б. М. Хитрово в Карсуне
Памятник установлен в Карсуне, на улице Горького 1 сентября 2007 года.

## История
Основателем города Карсуна является Богдан Матвеевич Хитрово. Б. М. Хитрово — ближний боярин царя Алексея Михайловича. В 1647 г. был отправлен царём для строительства засечных черт вдоль реки Волги. Тут он и положил основание городу Карсуну, а годом позднее — Симбирску — ныне Ульяновску. То было время обширной экспансии Российского государства на Среднюю Волгу.
Б. М. Хитрово — активный общественный деятель 17 века, основатель всемирно известной Оружейной палаты и крупных городов-крепостей Симбирска и Карсуна. Город-крепость был основан в 1647 году и являлся в то время одним из укрепленных пунктов границ развивающегося Российского государства. Воеводе Богдану Хитрово на то время было всего лишь 32 года, он сделал блестящую карьеру при царе Алексее Михайловиче, позднее ведал Оружейным приказом (по сути, Министерством вооружений). Похоронен основатель Карсуна в Москве, на территории Новодевичьего монастыря.
Монумент представляет собой бюст Богдана Хитрово. Исторически достоверных изображений Хитрово не сохранилось, поэтому его лицо слепили произвольно.